# Falkenbergsgatan

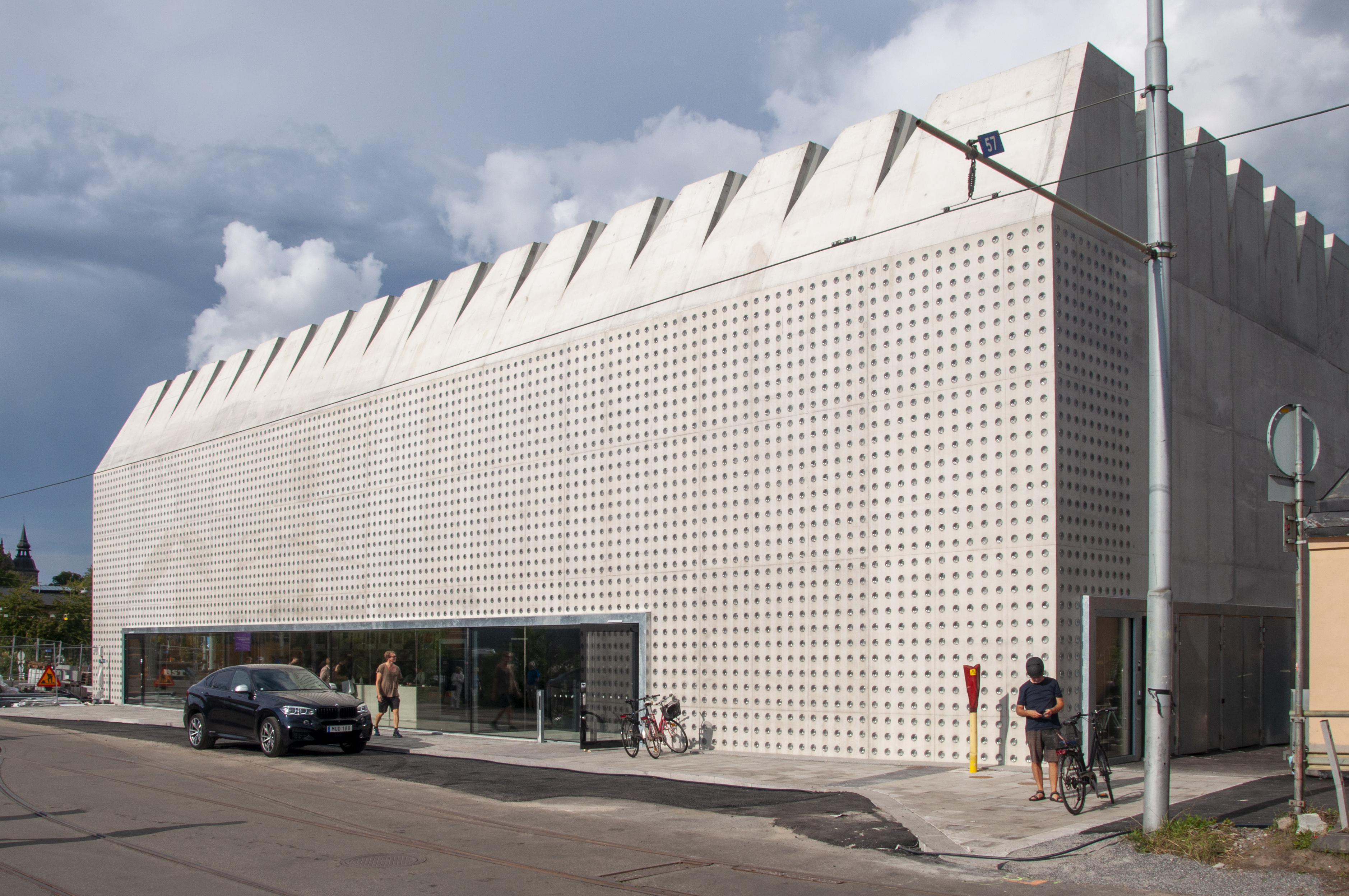
Liljevalchs+, Falkenbergsgatan 1

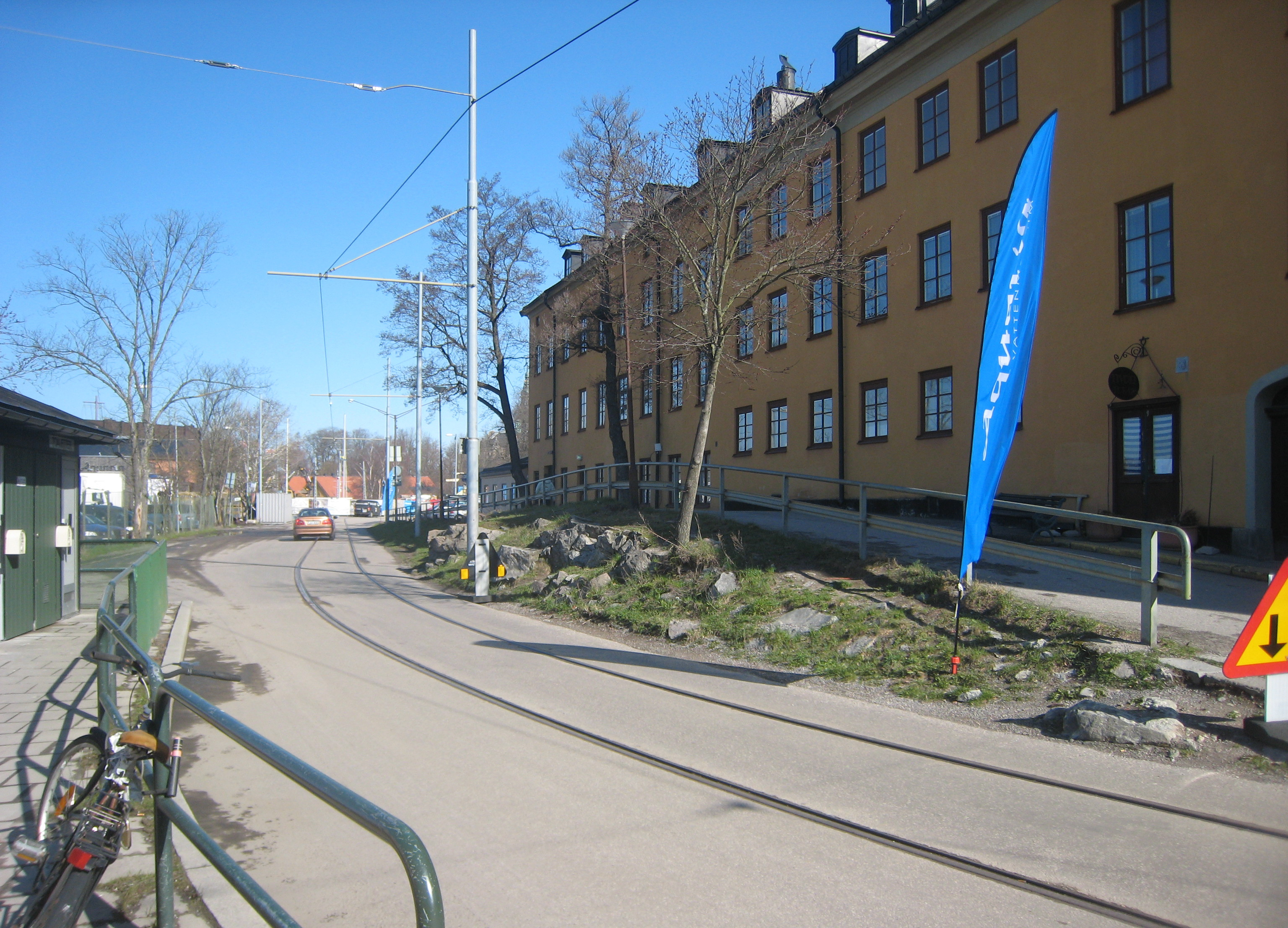
Falkenbergsgatan sedd norrut

Falkenbergsgatan är en gata på södra Djurgården i Stockholm, mellan Alkärret och Allmänna gränd. 
Före gatunamnsrevisionen 1885 var Falkenbergsgatan namnet på nuvarande Åsögatan väster om dagens Erstagatan (då Tjärhovs tvärgränd).

## Beskrivning
Gatan är troligen döpt efter amiralitetsskeppare Nils Falk som bodde här i mitten av 1700-talet. Området kallades då för Falkens backe eller Falkens berg. Bebyggelse på båda sidor av Falkenbergsgatan utgjorde del av det lilla samhället Djurgårdsstaden. 1805 utstakades "gångvägen över Falkens Backe" och året därpå fick gatan sitt nuvarande namn.
I kvarteret Konsthallen mellan Falkenbergsgatan och Djurgårdsvägen uppfördes Liljevalchs konsthall  som invigdes 1916. Mot Falkenbergsgatan återfinns även byggnadsminnesmärkta Konsthallen 14. På området mellan Falkenbergsgatan och vattnet låg mellan 1924 och 1956 Nöjesfältet, ett tivoli med bland annat en berg- och dalbana. Sedan 1957 är här huvudsakligen en stor grusplan för bilparkering. Till dess norra del förlades 1961 det provisoriska Wasamuseet, sedan 1991 Aquaria vattenmuseum. Parkeringsytan har sedermera inköpts av Gröna Lund för verksamhetens expansion.
Vid Falkenbergsgatan 2 ligger Alkärrshallen som är en vagnhall för spårvagnar med lokaler för depå, verkstad och trafikledning för Spårväg City och museispårvägen Djurgårdslinjen. Anläggningen byggdes och togs i bruk år 1991.
Nyaste byggnad vid Falkenbergsgatan är Liljevalchs+, en tillbyggnad till Liljevalchs konsthall som invigdes i augusti 2012. Liljevalchs+ har sin entré mot Falkenbergsgatan.